# Municipio de Upplands-Bro
Upplands-Bro (en sueco: Upplands-Bro kommun) es un municipio de la provincia de Estocolmo, Suecia, en la provincia histórica de Uppland. Su sede se encuentra en la ciudad de Kungsängen. El municipio se formó en 1952 a través de la fusión de cinco municipios rurales en la provincia de Uppsala. En 1971 fue transferido a la provincia de Estocolmo.

## Geografía
El municipio está localizado en la parte sur de la provincia histórica de Uppland, en la costa oriental del lago Mälaren. Limita al noreste con el municipio de Sigtuna, al este con Upplands Väsby, al sureste con Järfälla y al sur con Ekerö (frontera marítima), todos en la provincia de Estocolmo. Además, en el oeste limita con los municipios de Enköping (frontera marítima) y el Håbo, ambos en la provincia de Uppsala.

## Localidades
Hay cinco áreas urbanas (tätort) en el municipio:
| # | Tätort             | Población |
| - | ------------------ | --------- |
| 1 | Kungsängen         | 11 081    |
| 2 | Bro                | 8817      |
| 3 | Brunna             | 3982      |
| 4 | Håbo-Tibble kyrkby | 661       |
| 5 | Rättarboda         | 352       |